# DJ Yella
Antoine Carraby, znany jako DJ Yella (ur. 11 grudnia 1967 w Compton) – amerykański producent muzyczny, DJ i członek grupy rapowej N.W.A. Swoją karierę muzyczną rozpoczął jako perkusista i DJ inspirowany funkiem oraz twórczością Grandmastera Flasha. W latach 80. XX wieku wraz z Dr. Dre współtworzył zespół World Class Wreckin’ Cru, działający na pograniczu elektro i wczesnego hip-hopu.

## World Class Wreckin’ Cru
Antoine Carraby urodził się i wychował w Compton, w stanie Kalifornia. We wczesnej młodości słuchał muzyki funk i uczył się gry na perkusji. Jako nastolatek występował jako DJ w klubach w Los Angeles. Na początku lat 80. XX wieku, pod wpływem Grandmastera Flasha, wraz z Dr. Dre założył zespół World Class Wreckin’ Cru, którego celem było wykorzystanie rosnącej popularności nowego gatunku muzycznego. Po obejrzeniu koncertu Run-D.M.C., w którym zespół występował jedynie z DJ-em scratchującym płyty, Carraby i Dr. Dre zmodyfikowali swoje podejście artystyczne. Po nagraniu kilku utworów i pojawieniu się trudności finansowych Dr. Dre nawiązał kontakt ze swoim szkolnym kolegą Eazym-E, byłym dilerem narkotyków, dysponującym kapitałem i zainteresowanym działalnością biznesową. Wkrótce Dr. Dre i Eazy-E opuścili zespół, pozostawiając Carraby’ego w World Class Wreckin’ Cru .

## N.W.A.
Antoine Carraby dołączył do nowej grupy, gdy utwór Boyz-n-the-Hood, napisany i wyprodukowany przez Dr. Dre i Carraby’ego, został odrzucony przez inną grupę. Eazy-E został przekonany do wykonania nagrania, co zaowocowało powstaniem pierwszego singla zespołu. Wkrótce do składu dołączyli MC Ren oraz Ice Cube – wcześniej związany z World Class Wreckin’ Cru jako autor tekstów. Grupa przyjęła nazwę N.W.A i wypracowała ostre, gniewne brzmienie, inspirowane m.in. twórczością Public Enemy .
W okresie pomiędzy pierwszymi singlami a nagraniem albumu Straight Outta Compton członkowie zespołu, w tym Carraby, zajmowali się promocją nagrań. Ice Cube studiował w tym czasie na uczelni. Carraby i Dr. Dre wspólnie tworzyli warstwę muzyczną, jednocześnie zachęcając Eazego-E do dalszego nagrywania ze względu na jego wizerunek sceniczny. Po premierze albumu medialne zainteresowanie doprowadziło do napięć wewnątrz zespołu. Ice Cube zaproponował Carraby’emu współpracę nad solowym projektem, jednak po decyzji grupy o koncentracji na albumie Eazego-E, opuścił zespół i publicznie oskarżył jego członków o nieprawidłowości finansowe .
Po odejściu Ice Cube’a zespół utracił pierwotny charakter. Eazy-E zaczął samodzielnie pisać teksty, a kierunki produkcyjne Dr. Dre i Carraby’ego zaczęły się różnić. W 1992 roku Dr. Dre odszedł z zespołu z powodu sporu kontraktowego z Eazym-E. MC Ren również zakończył współpracę, a Carraby i Eazy-E zdecydowali się kontynuować działalność. Współpraca była sporadyczna. W 1994 roku przygotowali materiał, który trafił na albumy Str8 off Tha Streetz of Muthaphukkin Compton i Eternal E. W tym samym czasie wygasł kontrakt Carraby’ego z wytwórnią Ruthless Records, lecz pozostał on lojalny wobec Eazego-E i nie odszedł. Eazy-E zmarł trzy miesiące po zakończeniu sesji nagraniowych. Carraby twierdził, że był jedynym członkiem N.W.A, który odwiedził Eazego-E w szpitalu przed jego zapadnięciem w śpiączkę, wbrew innym wersjom przedstawianym przez Dr. Dre i Ice Cube’a. Po śmierci Eazego-E członkowie N.W.A zakończyli wzajemne konflikty i oddzielnie oddali mu hołd. W 1996 roku Carraby, tymczasowo rezygnując z przedrostka DJ, wydał solowy album One Mo Nigga ta Go. Było to jego pierwsze solowe wydawnictwo; pozostali członkowie grupy mieli już w dorobku własne projekty. Na albumie gościnnie wystąpiło kilku raperów, natomiast sam Carraby nie udzielał się wokalnie. Album nie odniósł sukcesu komercyjnego, ale zapoczątkował współpracę z Big Manem, współpracownikiem Eazego-E .
Po kilku latach przerwy pojawiły się pogłoski o możliwej reaktywacji N.W.A z udziałem Snoop Dogga w miejsce Eazego-E. Carraby wyraził zainteresowanie projektem, ale nie był zapraszany do udziału w wywiadach i występach, w których brali udział MC Ren, Ice Cube i Dr. Dre. Wystąpił jednak w jednym z materiałów wideo z dawnymi członkami zespołu i zgodził się uczestniczyć w planowanym albumie reaktywacyjnym po zakończeniu trasy Up in Smoke w 2000 roku. Nie został jednak włączony do trasy koncertowej, lecz oczekiwał na kontynuację projektu do grudnia tego samego roku. Dr. Dre wycofał się z prac z powodu niezadowolenia z ich rezultatów, a Ice Cube rozpoczął zdjęcia do filmu Duchy Marsa, mając ukończonych jedynie kilka utworów .

## Działalność pozamuzyczna
Po niepowodzeniu planów reaktywacji N.W.A Antoine Carraby oraz Big Manem podjęli próby działalności w innych branżach. Carraby, który w latach 90. XX wieku produkował filmy pornograficzne pod pseudonimem Tha Kidd, wiosną 2001 roku ogłosił przeniesienie swojej firmy Lo-Key Productions do Internetu. Uruchomił stronę, na której publikował własne filmy pornograficzne pod nazwą DJ Yella’s Chronic Volumes. Produkcje te łączyły muzykę hip-hop z elementami tzw. sytuacji realistycznych, jednocześnie promując ideę reaktywacji N.W.A. Pomimo wyprodukowania znaczącej liczby filmów, strona została zamknięta, a Carraby w 2001 roku wycofał się z życia publicznego .
W 2015 roku do kin wszedł film Straight Outta Compton, nominowany do Oscara i pozytywnie oceniony przez krytyków. Obraz zarobił ponad 200 milionów dolarów na całym świecie, co przyczyniło się do wzrostu zainteresowania dorobkiem N.W.A. W 2016 roku grupa została wprowadzona do Rock and Roll Hall of Fame, jako uznanie za wkład w historię muzyki .

## Dyskografia
- One Mo Nigga ta Go (1996)
- Maybecolorful
- 21 Colorful[2]